# Araeopteron canescens
Araeopteron canescens är en fjärilsart som beskrevs av Walker 1865. Araeopteron canescens ingår i släktet Araeopteron och familjen nattflyn. Inga underarter finns listade i Catalogue of Life.